# Dmîtrușkî, Babanka
Dmîtrușkî (în ucraineană Дмитрушки) este o comună în raionul Babanka, regiunea Cerkasî, Ucraina, formată numai din satul de reședință.

## Demografie
Componența lingvistică a comunei Dmîtrușkî
     Ucraineană (97,7%)
     Rusă (2,15%)
     Alte limbi (0,1%)
Conform recensământului din 2001, majoritatea populației comunei Dmîtrușkî era vorbitoare de ucraineană (97,7%), existând în minoritate și vorbitori de rusă (2,15%).